# The Power of the Doctor
"The Power of the Doctor" (닥터의 힘)은 영국의 SF 드라마 《닥터 후》 2022년 스페셜의 세번째이자 마지막 에피소드이다. 2022년 10월 23일 BBC One에서 처음으로 방영되었다. BBC 출범 100주년을 맞이하는 10월 18일을 닷새 넘겨서 'BBC 100주년 특집'으로 방영되었다. 각본은 크리스 칩널, 감독은 제이미 매그너스 스톤이 맡았다.
조디 휘태커가 13대 닥터로, 만디프 길과 존 비숍이 동행자인 야스민 칸과 단 루이스로 각각 등장하는 마지막 에피소드이다. 시리즈 13에서 마지막으로 등장했던 제이컵 앤더슨 (바인더 역)과 제마 레드그레이브 (케이트 스튜어트)도 다시 출연하며, 시리즈 12에서 마지막으로 등장했던 사샤 다완 (마스터 역)과, 올드 시즌 시절 닥터의 동행자 역으로 출연했던 재닛 필딩 (티건 조반카 역), 소피 올드레드 (에이스)도 오랜만에 다시 출연하였다. 에피소드 마지막에서는 10대 닥터를 맡은 적이 있는 데이비드 테넌트가 14대 닥터의 모습으로 출연하며 등장을 알렸다.

## 줄거리
닥터와 동행자들은 우주를 지나다 사이버맨의 공격을 받은 고속열차의 구조에 나선다. 모험 도중에 거의 죽을 위기에 처한 단은 자신의 목숨값을 더욱 뼈저리게 느끼고, 본래의 일상으로 돌아가기 위해 닥터와 헤어진다. 한편 종족을 배신하고 닥터에게 접근한 달렉 한 마리가 모든 달렉을 몰살시켜야 한다며 기회를 건넨다. 달렉들이 인류를 말살시킬 계획을 짜고 있음을 전해들은 닥터는 시공간 좌표를 전해줄 것을 그 달렉으로부터 약속받는다. 한편 케이트 스튜어트가 닥터에게 연락하여, 수많은 예술 작품들 속에 마스터의 얼굴이 덧씌워지고 있는 동시에 지진학자들이 어디론가 납치되고 있다고 알린다.
UNIT으로 향한 닥터는 옛 동행자인 티건 조반카와 에이스와 어색한 조우를 나누고, 머지않아 마스터와 대적한다. 마스터와 사이버마스터들은 달렉들과 한패가 되어, 쿠룬스 (Qurunx)라는 에너지를 부려먹으며 지구상의 모든 화재를 동시에 분화시켜 인류를 끝장내려 하고 있었다. 닥터는 변절자 달렉을 다시 만나지만, 알고 보니 그 달렉은 닥터를 유인하기 위해 허락받은 달렉이었고, 달렉들은 변절자 달렉을 즉시 죽인 뒤 닥터를 사로잡는다.
한편 UNIT에게 체포된 마스터는 사실 닥터를 사칭하여 티건에게 소형화된 아샤드를 보낸 상황이었다. 소형화된 아샤드는 제 몸을 다시 원래대로 키운 다음, 포털을 열어 사이버맨 군단을 UNIT 본부로 데려온 뒤 마스터를 풀어준다. 달렉들은 닥터를 1916년으로 데려가 그곳에서 라스푸틴 행세를 하던 마스터에게 넘긴다. 마스터는 갈리프레이 기술을 이용해 닥터를 자신의 모습으로 재생성시켜, 몸을 바꿔치기 한다. 
그 사이 AI 프로그램화된 닥터가 생성되어 에이스와 티건의 곁을 지킨다. AI 닥터는 13대 닥터의 모습을 취하다가도 함께 있는 동행자에 맞춰 5대 닥터, 7대 닥터, 심지어는 도망자 닥터의 모습까지도 취할 수 있었다. 에이스는 역시 닥터의 옛 동행자인 그레이엄 오브라이언과 만나 달렉의 화산 기계를 폭파시키고, 티건은 UNIT 본부 내에 설치된 사이버맨 개조기와 사이버마스터들을 쓸어버리며, 개조될 위기에 처한 케이트를 구조한다. 야즈와 닥터의 옛 협력자인 빈더는 마스터를 붙잡아 닥터의 변신을 원상복구 시켜버린다. 마스터의 육체 침입으로 무의식 속에서 헤메던 닥터는 자신의 지난 모습들을 만나고, 마침내 원래 모습을 되찾는다. 계획이 물거품으로 돌아간 마스터는 쿠룬스 에너지빔으로 닥터에게 치명적인 부상을 입혀 재생성이 시작되게 만든다.
닥터는 야즈와 함께 마지막 시간을 보내고 집으로 데려다 준다. 야즈는 닥터의 옛 동행자들이 만나는 친목회에서 그레이엄, 단, 에이스, 티건, 이언 체스터턴, 조 존스, 멜라니 부시와 함께 닥터에 관한 이야기를 나눈다. 그 사이 아름다운 석양 풍경을 찾은 닥터는 절벽 위에 서서 14대 닥터로 재생성한다. 재생성 직후 스스로의 모습을 살피던 닥터는 자신이 열번째 생애의 모습을 다시 취하게 되었다는 사실에 충격을 받는다.